# Владимир Дурковић
Владимир Дурковић (Ђаковица, 6. новембар 1937 — Сион, 22. јун 1972) био је српски фудбалер. Младост је провео у Крушевцу. Играо је као одбрамбени играч у ФК Црвена звезда и бившој југословенској репрезентацији. Уз Фахрудина Јусуфија, играча Партизана, био је у току готово целе своје каријере незаменљив десни бек државног тима.

## Клупска каријера
Каријеру је започео у друголигашу ФК "Напредак" из Крушевца. На традиционалном логоровању омладинаца-фудбалера лета 1955. године оставио одличан утисак и заинтересовао ондашњег тренера београдске Црвене звезде, искусног стручњака Мишу Павића. Убрзо је прешао у ФК Црвена звезда где је доживео највећу славу и афирмацију. Дрес Црвене звезде први пут је обукао 22. новембра 1955, на пријатељској утакмици против Динама (3:1) у Панчеву. Био је постављен на место десног крила, само 22 дана пошто је потписао приступницу за нови клуб. Прве сезоне одиграо је само седам утакмица, а следеће 1956/57. године, чак једну мање. Тек треће године у Црвеној звезди постао је десни бек и стандардни првотимац. У периоду од 1955. до 1966. године, Владимир Дурковић за "Звезду" је одиграо 405 званичних утакмица (од тога 177 првенствених и 19 у Купу Југославије) и постигао је 30 голова (од чега седам првенствених).
Имао је жељу да заврши права или музичку школу. Свирао је добро кларинет и имао чак и неколико јавних концерата. Али, због фудбала није стигао да положи још неколико преосталих испита на Правном факултету, а и музичку школу морао је да напусти. У оваквој ситуацији, пошто је 12 година играо у Југославији, одлучио је да као професионалац каријеру настави у иностранству. 
У иностранству је прво играо за Борусију из Менхенгладбаха у Немачкој (1966—1967) године. За овај клуб одиграо је 10 утакмица, након чега је одлучио да се пресели у Француску. Добио је позив од француске прволигашке екипе Сент Етјен. За три године, колико је играо за Сент Етјен, освојио је пет националних трофеја: три титуле првака Француске (1968, 1969. и 1970. године), као и два Купа Француске (1968. и 1970. године). Из Сент Етјен прелази у Сион из Швајцарске (1971—1972).
Након утакмице коју је ФК Сион играо за "Куп Алпа" против француског ФК Бастија за који је бранио Илија Пантелић 22. јуна 1972. године, пијани полицајац га је убио на излазу из ноћног клуба на Сиону, док је интервенисао да заштити свог пријатеља и југословенског саиграча Пантелића.

## Репрезентативна каријера
У репрезентацији Југославије одиграо је четири утакмице за омладинску (1956), једну за младу (1959) и 50 за најбољу селекцију Југославије. Дебитовао је 11. октобра 1959. године у сусрету против Мађарске (2:4) у Београду. Последњу утакмицу и "златни јубилеј" прославио је 1. јуна 1966. у пријатељском сусрету против Бугарске (0:2) у Београду. Дурковић је играо у тиму који је у првом Купу европских нација 1960. године освојио друго место, изгубивши у финалу, после продужетака, од СССР-а – 1:2. Исте године у Риму играо је центархалфа у финалу олимпијског турнира против Данске (3:1), кад је наша екипа освојила прву, досад једину златну медаљу. Најзад, учествовао је и на Светском првенству у Чилеу 1962. године, на коме је Југославија тим освојио четврто место. Тада су многи Дурковића уврстили у најбоље играче светског шампионата.